# Mỹ Hương
Mỹ Hương là một xã thuộc thành phố Cần Thơ, Việt Nam.

## Địa lý
Xã Mỹ Hương có vị trí địa lý:
- Phía đông giáp phường Phú Lợi và xã An Ninh
- Phía tây giáp xã Mỹ Tú
- Phía nam giáp xã phường Mỹ Xuyên và xã Nhu Gia
- Phía bắc giáp xã Long Hưng.

Xã Mỹ Hương có diện tích 104,74 km², dân số năm 2024 là 51.412 người, mật độ dân số đạt 490 người/km².

## Lịch sử
Ngày 20 tháng 9 năm 1975, Bộ Chính trị ban hành Nghị quyết số 245-NQ/TW về việc hợp nhất tỉnh Cần Thơ (ngoại trừ huyện Thốt Nốt), tỉnh Sóc Trăng, tỉnh Trà Vinh, tỉnh Vĩnh Long thành một tỉnh, tên gọi tỉnh mới cùng với nơi đặt tỉnh lỵ sẽ do địa phương đề nghị lên.
Ngày 20 tháng 12 năm 1975, Bộ Chính trị ban hành Nghị quyết số 19/NQ về việc hợp nhất tỉnh Cần Thơ (bao gồm cả huyện Thốt Nốt của tỉnh Long Xuyên), tỉnh Sóc Trăng thành một tỉnh mới, tên gọi tỉnh mới cùng với nơi đặt tỉnh lỵ sẽ do địa phương đề nghị lên.
Ngày 24 tháng 2 năm 1976, Chính phủ Cách mạng lâm thời Cộng hòa miền Nam Việt Nam ban hành Nghị định số 3/NQ/1976 về việc hợp nhất tỉnh Cần Thơ, tỉnh Sóc Trăng và thành phố Cần Thơ thành một tỉnh mới, lấy tên là tỉnh Hậu Giang.
Ngày 23 tháng 12 năm 1988, Hội đồng Bộ trưởng ban hành Quyết định số 197-HĐBT về việc:
- Thành lập xã Thiện Mỹ thuộc huyện Mỹ Tú trên cơ sở 1.100 ha diện tích tự nhiên và 5.501 nhân khẩu của xã Mỹ Hương.
- Thành lập xã Mỹ Thuận thuộc huyện Mỹ Tú trên cơ sở 401,57 ha diện tích tự nhiên, 626 nhân khẩu của xã Phú Mỹ và 2.062,66 ha diện tích tự nhiên, 4.339 nhân khẩu của xã Thuận Hưng.

Sau khi phân vạch địa giới hành chính:
- Xã Mỹ Hương có 3.059,68 ha diện tích tự nhiên và 10.201 nhân khẩu.
- Xã Phú Mỹ có 3.818,05 ha diện tích tự nhiên và 12.602 nhân khẩu.
- Xã Thuận Hưng có 3.679,91 ha diện tích tự nhiên và 12.912 nhân khẩu.

Ngày 26 tháng 12 năm 1991, Quốc hội ban hành Nghị quyết về việc chia tỉnh Hậu Giang thành tỉnh Cần Thơ và tỉnh Sóc Trăng.
Ngày 30 tháng 10 năm 1995, Chính phủ ban hành Nghị định số 70-CP về việc sáp nhập 20,07 ha diện tích tự nhiên và 194 nhân khẩu của xã Phú Mỹ vào Phường 2, thị xã Sóc Trăng.
Ngày 26 tháng 11 năm 2003, Quốc hội ban hành Nghị quyết số 22/2003/QH11 về việc chia tỉnh Cần Thơ thành thành phố Cần Thơ trực thuộc trung ương và tỉnh Hậu Giang.
Tính đến ngày 31/12/2024:
- Xã Mỹ Hương có 8 ấp: Mương Khai, Mỹ An, Mỹ Đức, Tân Mỹ, Trà Coi A, Trà Coi B, Xẻo Gừa, Xóm Lớn.
- Xã Phú Mỹ có 7 ấp: Bấc Dần, Bét Tôn, Bưng Cóc, Đai Ui, Phú Tức, Sóc Xoài, Tá Biên.
- Xã Thuận Hưng có 11 ấp: Bố Liên 1, Bố Liên 2, Bố Liên 3, Tà Ân A1, Tà Ân A2, Tà Ân B, Thiện Bình, Thiện Nhơn, Thiện Tánh, Trà Lây 1, Trà Lây 2.

Ngày 12 tháng 6 năm 2025, Quốc hội ban hành Nghị quyết số 202/2025/QH15 về việc sắp xếp đơn vị hành chính cấp tỉnh (nghị quyết có hiệu lực từ ngày 12 tháng 6 năm 2025). Theo đó, sáp nhập tỉnh Hậu Giang và tỉnh Sóc Trăng vào thành phố Cần Thơ.
Ngày 16 tháng 6 năm 2025, Ủy ban Thường vụ Quốc hội ban hành Nghị quyết số 1668/NQ-UBTVQH15 về việc sắp xếp các đơn vị hành chính cấp xã của thành phố Cần Thơ năm 2025 (nghị quyết có hiệu lực từ ngày 16 tháng 6 năm 2025). Theo đó, sáp nhập toàn bộ 41,35 km² diện tích tự nhiên, quy mô dân số là 19.943 người của xã Phú Mỹ và toàn bộ 36,82 km² diện tích tự nhiên, quy mô dân số là 18.185 người của xã Thuận Hưng vào toàn bộ 26,57 km² diện tích tự nhiên, quy mô dân số là 13.284 người của xã Mỹ Hương thuộc huyện Mỹ Tú, tỉnh Sóc Trăng.
Xã Mỹ Hương có 104,74 km² diện tích tự nhiên và quy mô dân số là 51.412 người.